# 解放者市 (阿拉瓜州)

解放者市（西班牙語：Municipio Libertador），是委內瑞拉的一個市，位於該國北部阿拉瓜州，首府設於帕洛內格羅，面積52平方公里，2007年人口87,520，人口密度為每平方公里1,700人。